# Коэру
Ко́эру (эст. Koeru) — посёлок в центральной Эстонии в волости Ярва, уезд Ярвамаа.
До административной реформы местных самоуправлений Эстонии 2017 года входил в состав волости Коэру и был его административным центром.

## География и описание
Посёлок расположен на пересечении дорог Мяэкюла — Килтси и Ярва-Яани — Вяйнярве. Старое шоссе Таллин — Тарту проходит в 2 км от Коэру. На территории посёлка с юго-западной стороны находится также мыза Арукюла.

Климат умеренный. Официальный язык — эстонский. Почтовый индекс — 73001

## Население
По данным переписи населения 2011 года в Коэру проживали 1178 человек, из них 1120 (95,1 %) — эстонцы.
По данным переписи населения 2021 года, в посёлке насчитывался 1121 житель, из них 1049 (94,2 %) — эстонцы.
Численность населения посёлка Коэру по данным переписей населения:
| Год  | 1950 | 1959  | 1970  | 1979   | 2000   | 2011   | 2021   |
| ---- | ---- | ----- | ----- | ------ | ------ | ------ | ------ |
| Чел. | 720  | ↘ 647 | ↗ 988 | ↗ 1278 | ↗ 1322 | ↘ 1178 | ↘ 1121 |

## История
Первое упоминание о деревне Арукюла (Arrenküll) и находящейся в настоящее время на территории посёлка мызе Арокюль (нем. Arroküll, Арукюла, эст. Aruküla mõis) датируется первой половиной XVII века. Сам посёлок Коэру сложился у церкви Святой Марии-Магдалины, корчмы и почтовой станции Коэру в конце XIX века и носил название село Мариен-Магдален. Входил в состав прихода Коэру (также рус. Св. Маріенъ-Магдалененъ).
В советское время Коэру был центром Коэруского сельсовета и колхоза «Маяк». Здесь работали авторемотный завод № 2, цех Пайдеского комбината молочных продуктов, дом инвалидов, больница, амбулатория, аптека, почтовое отделение, дом культуры и библиотека.

## Экономика
На северо-востоке от Коэру в Вахукюла, в самой высокой точке волости на горке Хааги работает построенная в 1976 году при советской власти телемачта Эстонского центра радио и телевещания высотой 349,7 метра, банкет фундамента мачты расположен на высоте 106 метра от нуля Кронштадтского футштока.
На территории бывшего авторемонтного завода работают фирмы: AS Konesko, занимающаяся металлообработкой, OÜ Fineltec Baltic (производство электрического оборудования) и находится депо Спасательного департамента. Кроме того, в Коэру действует деревообрабатывающее предприятие AS Natural.

## Инфраструктура
По состоянию на 2023 год в Коэру работают детский сад, средняя школа, дом культуры, библиотека, центр здоровья, где раз в неделю ведёт приём семейный врач, и центр по уходу.

## Образование
Известно, что уже в 1724 году при церкви Коэру обучали детей, а в 1727 году была открыта церковно-приходская школа Коэру. В 1920 году школа под названием начальная школа Коэру переехала в главное здание мызы Арукюла. В 1974 году было построено новое здание школы, и начала работать Коэруская средняя школа. В 1976 году в ней насчитывалось 336 учеников. Первый выпуск состоялся в 1978 году. Число учеников в 2002/2003 учебном году составляло 378 человек. Директор школы  с 2018 года — Яан Кабин (Jaan Kabin).

## Религия
В посёлке действует община Эстонской евангелическо-лютеранской церкви (в церкви св. Марии-Магдалены; пастор Аллан Праатс (Allan Praats)) и Свободная община Коэру.

## Культурное наследие
Памятники культуры:

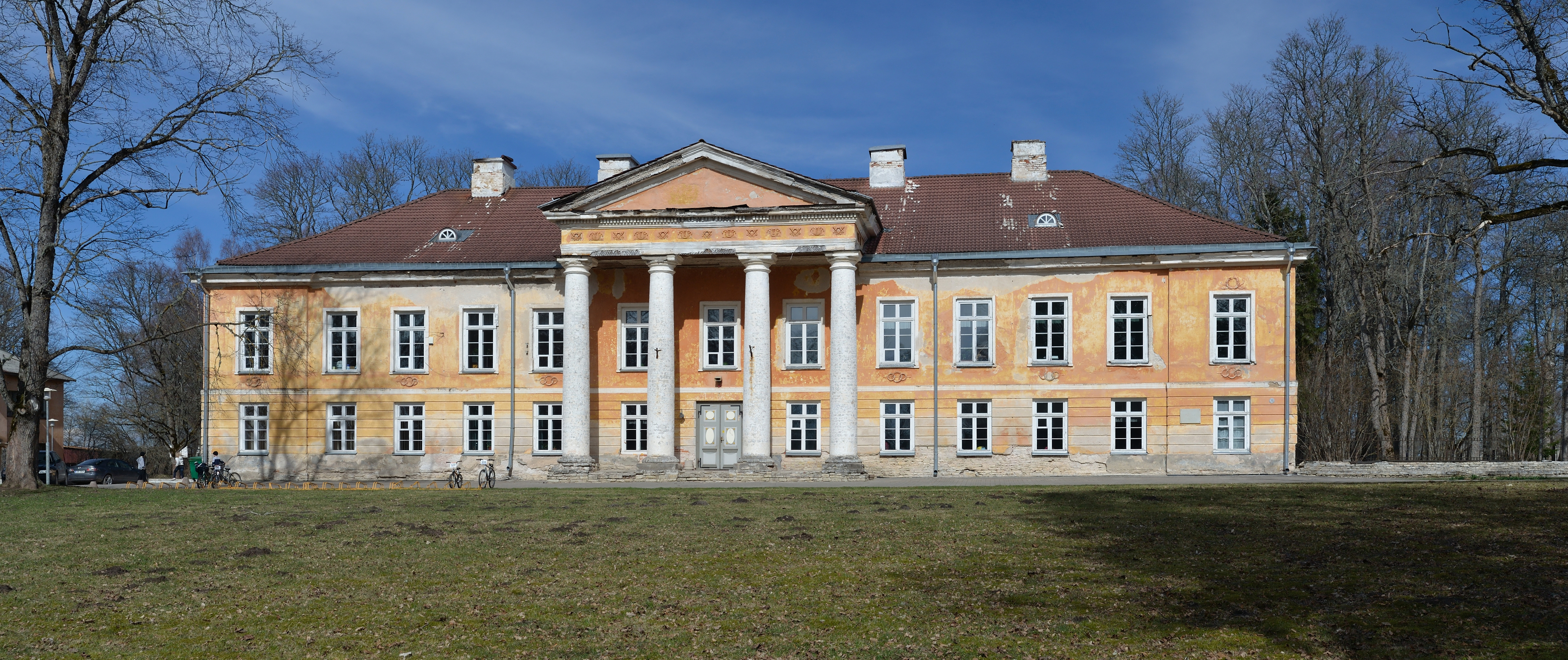
Главное здание мызы Арокюль (Арукюла)

- Коэруская церковь св. Марии-Магдалины, церковная часовня и церковный сад;
- Коэруская корчма (ямская почтовая станция с корчмой). Представляет собой придорожную корчму в виде буквы «Г» (лат. L) в плане с двумя конюшнями, расположенную на перекрёстке дорог Ярва-Яани, Эрвита и Пайде. Её построили в 1825—1833 годах на месте находившейся ранее корчмы мызы Арукюла, а в 1860 году приспособили под почтовую ямскую станцию. В середине здания располагалась кухня с печной трубой, справа находилось большое, предусмотренное для крестьян питейное помещение, слева — комнаты для знати. Внешний облик в стиле классицизма. Использовалась и в качестве жилого здания. Реставрирована в 1954—1964 годах. В 1960—1965 годах использовалась под столовую (архитектор Кальви Алуве (Kalvi Aluve)), в настоящее время там располагается магазин[20][21];
- главное здание мызы Арокюль (Арукюла) и мызный парк;
- здание Коэруской частной немецкой школы;
- памятник революции 1905 года (установлен в 1935 году, скульптор Юхана Раудсеппа).

Перед церковью стоит памятник Освободительной войне, открытый в 1934 году и восстановленный в 1998 году.

## Известные личности
Уроженцы
- Лембит Ульфсак (1947—2017) — эстонский и советский актёр. Народный артист Эстонской ССР (1986).
- Калью Лепик (1920—1999) — поэт.

На здании бывшей немецкой частной школы установлена памятная доска эстонскому художнику-графику Эдуарду Вийральту, который учился здесь в 1911—1913 годах.